# Änis Ben-Hatira
Änis Ben-Hatira (Nyugat-Berlin, 1988. július 18. –) német születésű tunéziai válogatott labdarúgó.

## Pályafutása
A berlini születésű Ben-Hatira pályafutását a helyi Reinickendorfer Füchsénél kezdte, mielőtt a TeBe Berlinbe igazolt, ahol juniorkora nagy részét töltötte. Egy rövid Hertha BSC-kitérőt követően a Hamburger SV szerződtette.
2004. február 24-én az Eintracht Frankfurt ellen mutatkozott be a Bundesligában, Mehdi Mahdavikia helyére érkezett. Először a VfL Wolfsburg ellen volt a kezdőcsapat tagja 2007. április 1-jén. A Hamburg később 2012-ig meghosszabbította szerződését. 2009. február 1-én kölcsönben az MSV Duisburghoz került, ahol 2009. június 30-ig maradt volna, de ezután még egy szezont ott töltött.
2010 júliusában Ben-Hatira próbajátékon vett részt a West Ham Unitednél, július 28-án az MK Dons 2-0-s legyőzésekor 64 percet játszott. Azonban nem kapott szerződést, a következő szezont is Hamburgban töltötte. A 2011. nyári átigazolási időszak utolsó napján visszatért a Hertha BSC-hez.2016 februárjában a szintén élvonalbeli Eintracht Frankfurt szerződtette.
2019 februárjában szerződtette a Budapest Honvéd. Egy év alatt 27 bajnoki mérkőzésen hat alkalommal volt eredményes a magyar élvonalban. 2019 decemberében közös megegyezéssel felbontotta szerződését a kispesti csapattal, majd 2020 januárjában a német másodosztályban szereplő Karlsruher SC csapatához írt alá.

### Góljai a tunéziai válogatottban
| #  | Dátum            | Ellenfél | Eredmény | Kiírás       | Esemény |
| -- | ---------------- | -------- | -------- | ------------ | ------- |
| 1. | 2016. október 9. | Guinea   | 2 – 0    | Vb-selejtező | 72' 80' |

## Sikerei, díjai
- Hertha BSC
  - Bundesliga 2 bajnok: 2012-13
- Espérance Tunis
  - Tunéziai bajnok: 2017-18
  - CAF-bajnokok ligája győztes: 2017-18
- Válogatott
  - U21-es labdarúgó-Európa-bajnokság győztes: 2009
  - U21-es labdarúgó-Európa-bajnokság gólkirály: 2009